# Richard de Reviers

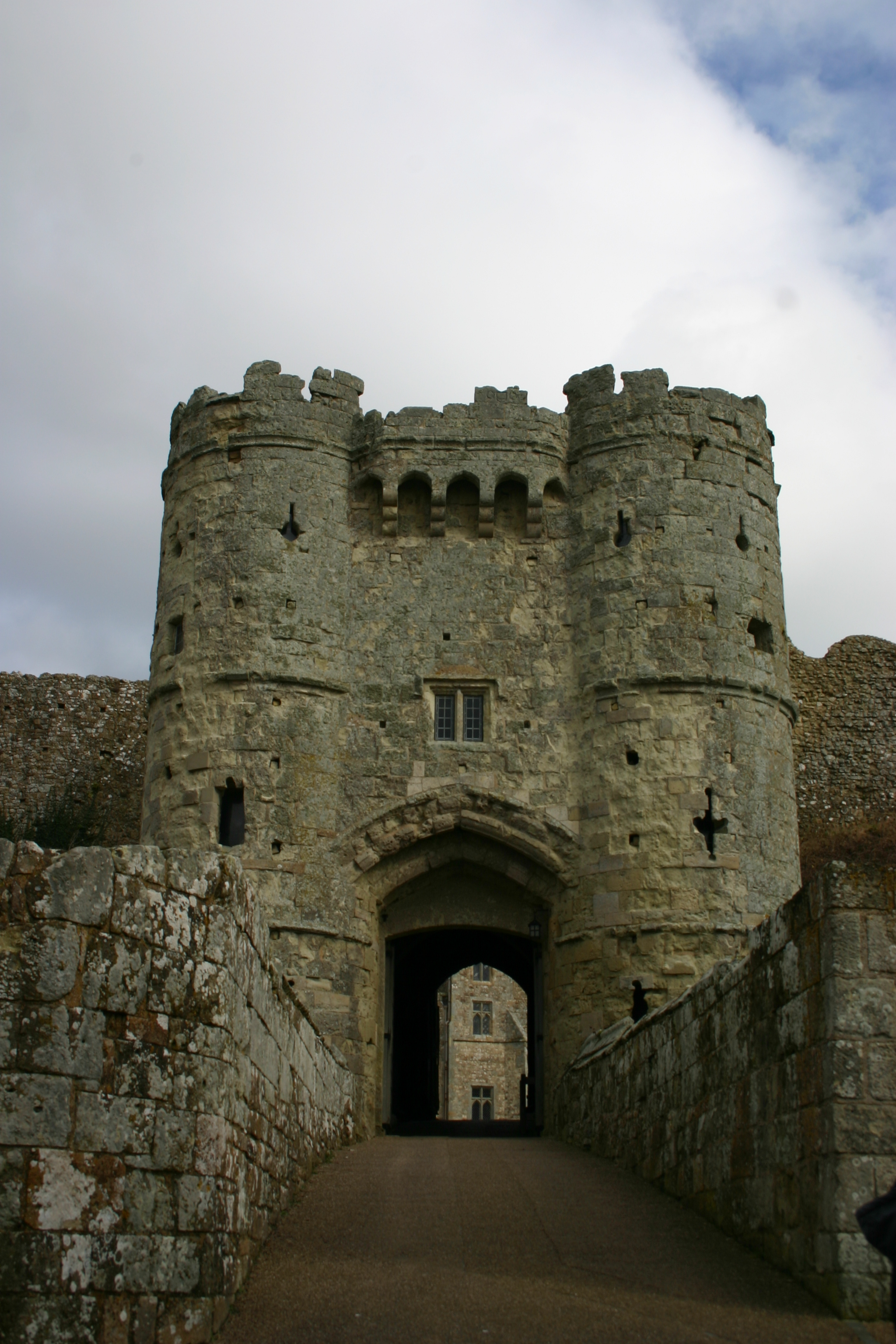
Entrée du château de Carisbrooke.

Richard de Reviers (avant 1050-1137), est un baron anglo-normand, qui a peut-être accompagné Guillaume le Conquérant dans sa conquête de l'Angleterre en 1066. Il était seigneur de Reviers, de Vernon, de Sainte-Mère-Église, seigneurie qu'il obtient après 1106, et de Néhou en Normandie, et lord de Plympton, Christchurch et Carisbrooke en Angleterre, ainsi que patron de l'abbaye de Montebourg.

## Biographie
Il portait le nom de Richard de Reviers (de Ripariis en latin), anglicisé en Redvers, Revières ou moins communément, Rivers. Ses origines ne sont pas très claires, sa parenté a été établie par recoupement de plusieurs chartes de dons à des églises. Il est probable qu'il soit le fils de Guillaume de Vernon, et d'Emma, une fille d'Osbern de Crépon.
Il participa peut-être à la bataille d'Hastings. Il est cité dans le Domesday Book (1086) en tant que détenteur d'un seul manoir : Mosterton (comté de Dorset, 6 hides, £12). Il s'attache au service d'Henri, le plus jeune fils de Guillaume le Conquérant, et quand ce dernier devient roi en 1100, il est largement récompensé par de vastes domaines dans le Devon, le Dorset, le Hampshire et l'île de Wight. Ses domaines seront connus comme les honneurs de Plympton (Devon), Christchurch (Dorset) et Carisbrooke (Île de Wight).
Il est l'un des conseillers d'Henri Ier, et lors de l'invasion de 1101, menée par le duc Robert Courteheuse, il est l'un des principaux alliés du roi contre son frère.
Il reçoit l'île de Wight en 1102, peut-être parce qu'il est parent d'un précédent seigneur de l'île, Roger de Breteuil, comte de Hereford. Ce territoire reste dans la famille à travers les Redvers ou Reviers et Vernons jusqu'au règne d'Édouard Ier.
Richard de Reviers meurt en 1137 dans le monastère de Montebourg, dans le Cotentin, dont il était devenu le patron depuis qu'Henri Ier Beauclerc lui en avait donné la garde. Il est inhumé dans l'église abbatiale, où son sarcophage, en marbre de Purbeck, se trouve toujours aujourd'hui. Il porte l'inscription tronquée : RICE DE REVIERS FV[NDATOR].

## Mariage et descendance
Il épousa, v. 1082, Adeliza Peverel († entre 1156 et 1165), fille de Guillaume Peverel de Nottingham (1085-1114) et d'Adeline de Lancastre, dame de Loders et d'Ouvelay. Ils eurent cinq enfants connus : 
- Baudouin de Reviers († 1155), 1er comte de Devon ;
- Guillaume de Vernon, qui conserva l'essentiel des biens continentaux (dont le château de Vernon et celui de Néhou), marié à Lucie de Saint-Floxel, fille du chambellan Guillaume de Tancarville ;
- Robert de Sainte-Mère-Église ;
- Hubert de Vernon ;
- Hadevise ou Hawise de Reviers, mariée à Guillaume de Roumare, 1er comte de Lincoln.